# Капитулација Нацистичке Немачке
Акт безусловне предаје, познатији као капитулација Нацистичке Немачке, је био правни докуменат којим је остварена безусловна предаја преосталих немачких оружаних снага савезницима, чиме је 7. маја 1945. године окончан Други светски рат у Европи. Предаја је ступила на снагу истог дана у 23:01 часова по средњеевропском времену.
Дан пре тога, Немачка је потписала још један блиски документ о предаји са савезницима у Ремсу у Француској, али га Совјетски Савез није признао за извршење, па је био потребан још један документ за потписивање. Поред тога, немачким снагама је одмах након потписивања наређено да прекину ватру на западу и наставе борбу на истоку. Немачка под Фленсбуршком владом на челу са шефом државе, великим адмиралом Карлом Деницом, такође је прихватила предлог савезника да потпише нови докуменат. Докуменат су у седишту Совјетске војне управе у Немачкој (Карлсхорст, Берлин) потписали представници немачке Врховне команде вермахта, Савезничке експедиционе снаге коју представљају Британци и Врховне команде совјетске Црвене армије, са додатним француским и америчким представницима који су се потписали као сведоци. Овога пута највиши представник Немачке на церемонији потписивања био је фелдмаршал Вилхелм Кајтел. Овај документ о предаји Немачке је такође довео до де факто пада нацистичке Немачке. Као резултат пропасти нацистичке Немачке, савезници су де факто окупирали Немачку, што је касније потврђено Берлинском декларацијом од стране четири земље савезнице као заједничког представника нове Немачке (Француска, СССР, УК и САД ), 5. јуна 1945. године.
Постојале су три језичке верзије документа о предаји – енглеска, руска и немачка – при чему су енглеска и руска верзија проглашене у самом документу као једине меродавне.